# ديفيد أينهورن
ديفيد أينهورن (بالإنجليزية: David Einhorn)‏ هو لاعب بوكر أمريكي، ولد في 20 نوفمبر 1968.